# Lee Sholem
Lee Tabor Sholem (* 25. Mai 1913 in Paris, Illinois; † 19. August 2000 in Los Angeles, Kalifornien) war ein US-amerikanischer Film- und Fernsehregisseur.

## Leben
Sholem begann seine Karriere in den 1930er Jahren als Filmeditor. Durch eine Verbindung zu dem Produzenten Sol Lesser, der die Rechte an der Figur Tarzan des Schriftstellers Edgar Rice Burroughs besaß, kam Sholem, der aufgrund seiner raschen und effizienten Arbeitsweise den Spitznamen „Roll ’Em Sholem“ bekam, 1949 zu seiner ersten Regiearbeit, dem Abenteuerfilm Tarzan und das blaue Tal mit Lex Barker in der Hauptrolle. Im Jahr darauf drehte er mit Tarzan und das Sklavenmädchen auch den zweiten Tarzan-Film mit Barker. 1951 drehte er Superman and the Mole-Men, den ersten Kinofilm mit der Figur Superman, sowie 14 Folgen der daraus entstandenen Fernsehserie Superman – Retter in der Not. In der Folgezeit zeichnete Sholem verantwortlich für sämtliche Episoden von Fernsehserien, u. a. Official Detective, Sugarfoot, Bronco und Cheyenne. Sein letzter Film, der Science-Fiction-Film Hydra verschollen in Galaxis 4, erschien 1972.
Lee Sholem verstarb am 19. August 2000 mit 87 Jahren in Los Angeles.

## Filmografie (Auswahl)
- 1949: Tarzan und das blaue Tal (Tarzan’s Magic Fountain)
- 1950: Tarzan und das Sklavenmädchen (Tarzan and the Slave Girl)
- 1951: Superman and the Mole-Men
- 1952–1953: Superman – Retter in der Not (Adventures of Superman, Fernsehserie, 14 Folgen)
- 1953: Feuerkopf von Wyoming (The Redhead from Wyoming)
- 1953: Die Nacht der Abrechnung (The Stand at Apache River)
- 1953: Ma and Pa Kettle at Waikiki
- 1954: Urwald in Aufruhr (Jungle Man-Eaters)
- 1954: Tobor the Great
- 1957: Hell Ship Mutiny
- 1957–1958: Official Detective (Fernsehserie, 20 Folgen)
- 1958–1959: Lawman (Fernsehserie, 3 Folgen)
- 1958–1961: Sugarfoot (Fernsehserie, 8 Folgen)
- 1958–1961: Bronco (Fernsehserie, 15 Folgen)
- 1958–1961: Cheyenne (Fernsehserie, 11 Folgen)
- 1960–1962: Maverick (Fernsehserie, 3 Folgen)
- 1967: Catalina Caper
- 1972: Hydra verschollen in Galaxis 4 (Doomsday Machine)